# Nikolai de Monpezat
Nikolai, comte de Monpezat, né le 28 août 1999 à Copenhague au Danemark, est le premier enfant du prince Joachim de Danemark et de sa première épouse, Alexandra Manley.

## Biographie

### Naissance et famille
Nikolai, comte de Monpezat (né prince Nikolai de Danemark) naît le 28 août 1999 à Rigshospitalet au centre de Copenhague au Danemark. Il est le fils aîné du prince Joachim et de sa première épouse, Alexandra Manley. Il est le premier né des petits-enfants de la reine Margrethe II.
Nikolai a un frère cadet, Felix, ainsi qu'un demi-frère et une demi-sœur, Henrik et Athena, issus de la seconde union du prince Joachim.
Il est actuellement sixième dans l’ordre de succession au trône danois.

### Prénoms et baptême
Il a été baptisé le 6 novembre 1999. C'est à cette occasion que ses prénoms ont été divulgués : Nikolai William Alexander Frederik.
Comme dans la plupart des monarchies, tous ses prénoms se réfèrent à quelqu'un d'autre dont le dernier prénom est celui du parrain :
- Nikolai est le prénom dérivé de sa tante maternelle Nicola Baird ;
- William est le prénom de son arrière-grand-père maternel ;
- Alexander est la forme masculine du prénom de sa mère, Alexandra ;
- Frederik est le prénom de son oncle paternel, le roi Frederik X.

Ses parrains et marraines sont son oncle, le roi Frederik X, sa tante maternelle, Nicola Baird, ainsi que le prince Edward, duc d'Édimbourg, Peter Steenstrup et Camilla Flint.

## Titulature et décorations

### Titulature
- 28 août 1999 – 28 avril 2008 : Son Altesse le prince Nikolai de Danemark (naissance) ;
- 29 avril 2008 – 31 décembre 2022 : Son Altesse le prince Nikolai de Danemark, comte de Monpezat ;
- depuis le 1er janvier 2023[3] : Son Excellence Nikolai, comte de Monpezat[4].

À la suite d'une décision de la reine Margrethe II prise le 28 septembre 2022, les enfants du prince Joachim n'utilisent plus leurs titres de princes et princesses, et perdent le prédicat d'altesse. Depuis le 1er janvier 2023, Nikolai est titré comte de Monpezat avec le prédicat d'excellence.

### Décorations nationales
- Grand-croix de l'ordre de Dannebrog (26 mai 2025)[5].
- Médaille commémorative de la reine Ingrid (28 mars 2001)
- Médaille commémorative des 75 ans du prince Henrik (11 juin 2009)
- Médaille commémorative des 70 ans de la reine Margrethe II (16 avril 2010)
- Médaille commémorative du jubilé de rubis de la reine Margrethe II (14 janvier 2012)
- Médaille commémorative des 75 ans de la reine Margrethe II (16 avril 2015)
- Médaille commémorative des noces d'or de la reine Margrethe II et du prince Henrik (10 juin 2017)
- Médaille commémorative du prince Henrik (11 juin 2018)
- Médaille commémorative des 80 ans de la reine Margrethe II (16 avril 2020)
- Médaille commémorative du jubilé d'or de la reine Margrethe II (14 janvier 2022)

## Vie privée
En 2019, il entre à la Copenhagen Business School (CBS). De septembre 2021 à janvier 2022, il vit durant un semestre à Paris dans le cadre du programme d'échange avec l'École de commerce de Paris. D'août 2023 à janvier 2024, le comte Nikolai de Monpezat part s'installer durant un semestre en Australie pour suivre des cours à l'université technologique de Sydney dans le cadre de son cursus à l’école de commerce de Copenhague. En juin 2024, il est diplômé de la Copenhagen Business School (CBS).
Son père, le prince Joachim travaille à l'ambassade du Danemark à Paris depuis plusieurs années avec sa belle-mère, ils déménagent aux États-Unis à Washington où chacun continuera à travailler pour l'ambassade du Danemark aux États-Unis à partir d'août 2023.
Il est en couple avec Benedikte Thoustrup, fille d'un banquier danois, du même âge que lui.